# Thomas Siani
Thomas Siani (nascido em 5 de setembro de 1960) é um ex-ciclista olímpico camaronês. Siani representou o seu país durante os Jogos Olímpicos de Verão de 1984 na prova de ciclismo individual, em Los Angeles.